# 道の駅山川港活お海道
道の駅山川港活お海道（みちのえき やまがわみなと いおかいどう）は、鹿児島県指宿市山川金生町にある国道269号の道の駅である。

## 概要
いぶすき山川港特産市場 活お海道（いぶすきやまがわみなととくさんいちば いおかいどう）として2009年4月10日にオープンした観光物産施設が道の駅の認定を得たもので、国道を挟んで北側の山川漁港岸壁からは、鹿児島湾対岸の南大隅町根占港との間を山川・根占フェリーが日中数便就航している。
「活お海道」（いおかいどう）という命名については、「いお」とは鹿児島の方言で魚を指す言葉である。

## 施設
- 駐車場
  - 普通車：69台
  - 大型車：2台
  - 身障者用：2台
- トイレ
  - 男：5器
  - 女：4器
  - 身障者用：1器
- 公衆電話
- ベビーシート：1器
- 物産直売所「特産品販売コーナー」（8:30 - 18:00）
- 観光案内所「地域情報コーナー」（8:30 - 18:00）
- 市場食堂「鶴の港」（11:00 - 15:00）

### 運営・管理
- 株式会社芙蓉商事

## 休館日
- 第3水曜日（祝祭日の場合はその翌日）
- 1月1日 - 1月2日

## アクセス
- 国道269号

指宿市市街地から国道226号を南へ車で約6.6km（約15分）

## 周辺
- 山川駅
- 山川漁港
- 山川・根占フェリー - 道の駅から北側に多少離れて岸壁および待合所がある
- 指宿市山川支所
- フラワーパークかごしま